# Chrétien Le Clercq
Pour les articles homonymes, voir Le Clercq.
Chrétien Le Clercq (avant 1655 † après 1698) est un religieux français de l’Ordre des récollets frères mineurs, gardien du couvent de Lens. Il est connu comme l’auteur de Premier établissement de la foy dans la Nouvelle-France (en 2 vol.) et de Nouvelle relation de la Gaspésie (1691). Dans ce dernier récit de son œuvre missionnaire, il décrit le mode de vie des Micmacs du Québec, qu’il appelle « Gaspésiens ».

## Biographie
Originaire des Flandres, il entra dans les ordres chez les Franciscains  de l’Ordre des récollets frères mineurs (Province de Saint Antoine de Padoue en Artois), qui l’envoyèrent en mission au Canada en 1673 ; le 11 octobre 1673, Mgr de Laval le chargea de fonder une mission auprès des indiens Micmac. Il apprit la langue de cette tribu et en entreprit l’évangélisation. En 1680, ses supérieurs le dépêchèrent de nouveau en France pour promouvoir l’œuvre missionnaire des Franciscains au Canada ; il retourna au Canada au printemps suivant muni de lettres autorisant la fondation d’un couvent à Montréal, qu’il rallia au printemps 1681 pour mener son projet à bien. Au mois de novembre, il retourne auprès des Micmacs. Il retourne en France à l'automne 1686, où il est promu père supérieur du couvent de Lens. On ignore la date de sa naissance comme celle de sa mort, mais il est avéré qu’il vivait encore en 1698. Ses deux livres parurent à Paris en 1691.
Il est notamment l'auteur du Premier établissement de la foy dans la Nouvelle-France (1691), qui retrace l'histoire des missionnaires récollets au Canada, mais cet ouvrage a vite été interdit à la suite des pressions des jésuites auprès du gouvernement si bien que très peu d'exemplaires ont survécu.
Dans son livre Nouveau voyage de 1698, Louis Hennepin fait des emprunts massifs au Premier établissement de la foy. 

## Œuvres
- Nouvelle relation de la Gaspesie : qui contient les mœurs et les religions des sauvages Gaspésiens Porte-Croix, adorateurs du soleil et d'autres peuples de l'Amérique septentrionale, dite le Canada, Paris : Amable Auroy, 1691, 572 p.
- Premier établissement de la foy dans la Nouvelle-France : contenant la publication de l'Evangile, l'histoire des colonies françoises, & les fameuses découvertes depuis le fleuve de Saint Laurent , la Loüisiane & le fleuve Colbert jusqu'au Golphe Mexique, achevées sous la conduite de feu monsieur de la Salle : avec les victoires remportées en Canada par les armes de sa majesté sur les anglois & les iroquois en 1690], Paris, Amable Auroy, 1691. (tome 1, 559 p.), (tome 2, 458 p.)